# Saint-Mars-sous-Ballon
Saint-Mars-sous-Ballon korábbi község Franciaország Loire mente régiójában, Sarthemegyében. 2016. január 1-jén Ballon korábbi községgel egyesült és az így létrejött Ballon-Saint Mars új község része lett.
Lakosainak száma 871 fő (2018. január 1.). Saint-Mars-sous-Ballon Congé-sur-Orne, Souligné-sous-Ballon, Beaufay, Courcebœufs, Courcemont és Mézières-sur-Ponthouin községekkel határos.

## Népesség
A település népessége az elmúlt években az alábbi módon változott:
| Lakosok száma | 833  | 734  | 680  | 629  | 548  | 856  | 829  | 817  | 863  | 871  |
|               | 1962 | 1968 | 1975 | 1982 | 1990 | 2008 | 2013 | 2015 | 2017 | 2018 |